# Pult
Pult è una frazione del comune di Scutari in Albania (prefettura di Scutari).
Fino alla riforma amministrativa del 2015 era comune autonomo, dopo la riforma è stato accorpato, insieme agli ex-comuni di Ana e Malit, Berdicë, Dajç, Gur i Zi, Postribë, Rrethinat, Shalë, Scutari, Shosh e Velipojë a costituire la municipalità di Scutari.